# 柴基夫卡 (柳巴希夫卡區)
47°42′21″N 30°13′34″E / 47.70583°N 30.22611°E
柴基夫卡（烏克蘭語：Чайківка）是位於烏克蘭西南部的村莊，由敖德萨州波季利斯克区的柳巴希夫卡市鎮負責管轄。該村始建於1792年，面積0.53平方公里，海拔高度74米，2001年人口67，人口密度每平方公里125.7人。